# Unione montana dei Monti Azzurri
L'Unione Montana dei Monti Azzurri, in passato Comunità montana dei Monti Azzurri, è un'unione montana marchigiana della Provincia di Macerata, con sede nel comune di San Ginesio.

## Geografia fisica
Territorio ricco di colline, valli, corsi d'acqua e boschi, vicino al Parco Nazionale dei Monti Sibillini, il paesaggio è arricchito dai classici comuni storici. La flora è arricchita dai borghi medievali che compongono i Comuni dell'Unione.

## Storia
Dopo la chiusura della Comunità montana dei Monti Azzurri il 31 dicembre 2014, l'unione montana nacque immediatamente nell'inizio del 2015. Nel 2018 l'Unione, in accordo con i vari Comuni, ha dato vita al suo corpo di Polizia locale, che si appoggia a quello dei vari Comuni. Monte San Martino e Penna San Giovanni sono stati i primi che hanno aderito all'organizzazione.

## Amministrazione
| Presidente           | Inizio mandato | Fine mandato   | Note  |
| -------------------- | -------------- | -------------- | ----- |
| Giampiero Feliciotti | 10 luglio 2019 | 10 luglio 2024 | [ 6 ] |

## Comuni
L'Unione è costituita da 15 comuni, di cui il più grande è il comune di Tolentino. I restanti sono Belforte del Chienti, Caldarola, Camporotondo di Fiastrone, Cessapalombo, Colmurano, Gualdo, Loro Piceno, Monte San Martino, Penna San Giovanni, Ripe San Ginesio, San Ginesio (Capoluogo), Sant'Angelo in Pontano, Sarnano e Serrapetrona.